# Josep Ferré Revascall
Josep Ferré Revascall (Vilaplana, 3 de febrer de 1907 - Reus, 2001) va ser un pintor català.
Després d'estudiar i viure uns quants anys a Barcelona, amb professors com Fèlix Mestres i Lluís Labarta, s'establí a Reus el 1934, i hi va instal·lar el seu estudi. Va ser professor de dibuix de l'Escola del Treball, de la que va ser director el 1937. Va fer exposicions a Reus, Barcelona i Madrid, i a Tànger, Tetuan, Casablanca i diverses ciutats de França i Anglaterra. Se'l conegué com "El Príncep de les Roses" pel seu mestratge en representar-les, però la seva obra també inclou paisatges, natures mortes i retrats, molt apreciats pel públic i la crítica. La seva filla, Sefa Ferré, també es dedicà a la pintura.
La ciutat de Reus li ha dedicat un carrer al barri Niloga.

## Enllaços externs

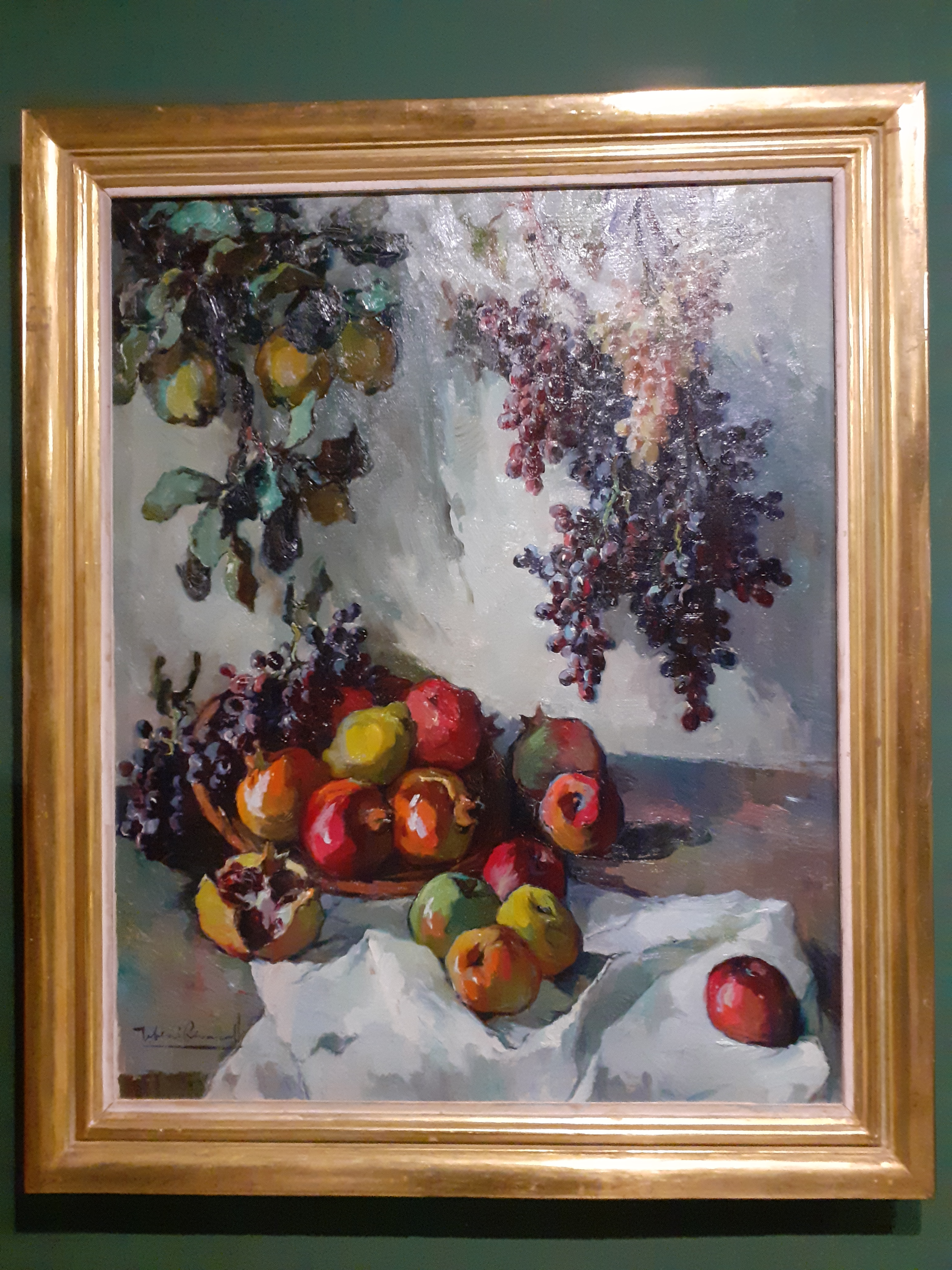
Fruites, pintura de Josep Ferré Revascall

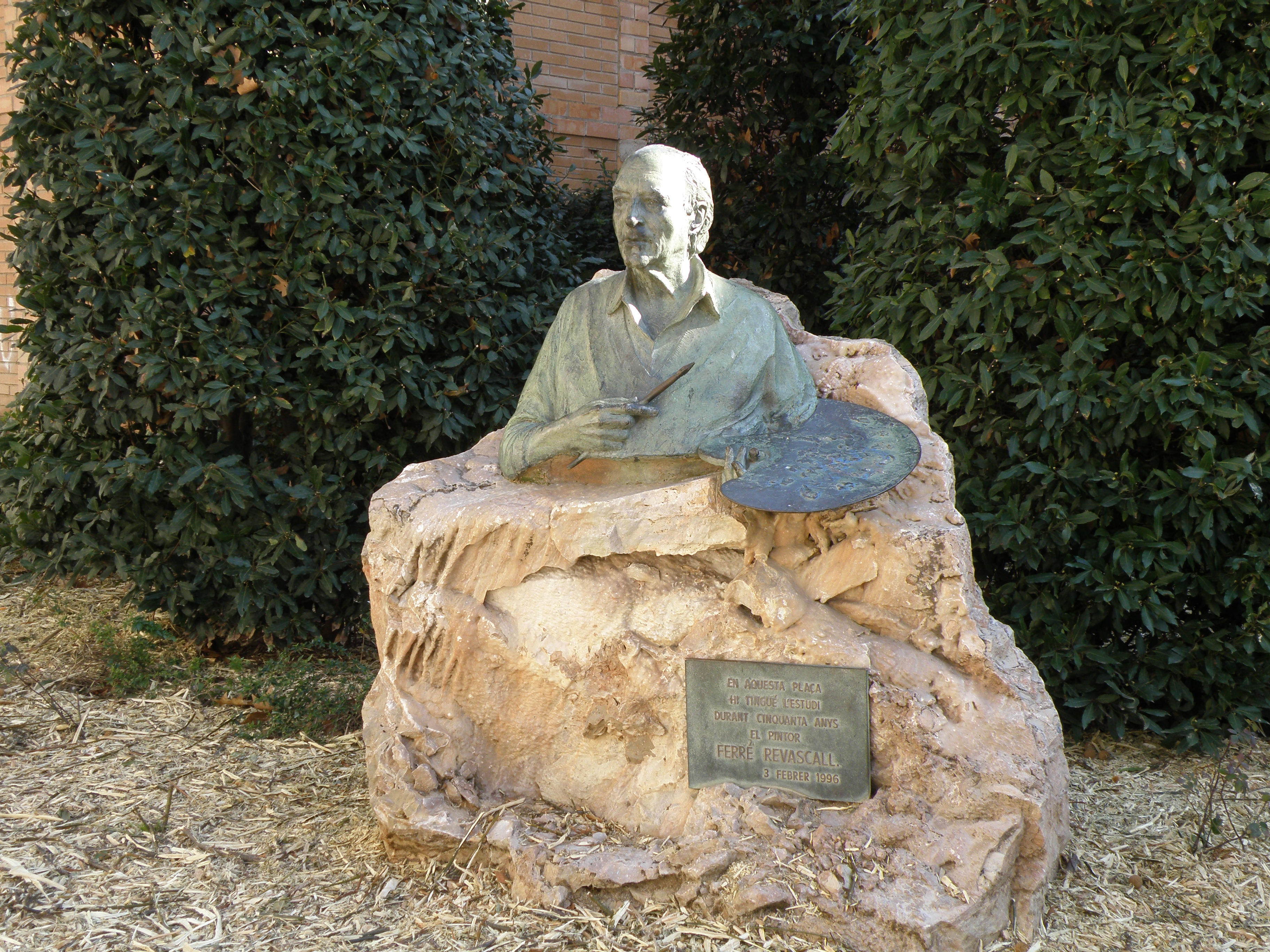
Monument a Ferré Revascall a Reus, obra d'Artur Aldomà